# Junik
Junik (alb. Juniku; srp. Јуник) je gradić na zapadu Kosova. Susjedni gradovi su na Kosovu Đakovica, Dečani i u Albaniji Tropojë. Godine 2008. Junik je postao jedna od novih osnovanih općina. U općini Junik živi 6084 stanovnika, prema popisu 2011. godine. Poštanski broj je 50000, a pozivni broj je +383 28.

## Povijest
Godine 1920. izbila je velika "lapska buna" kačaka, koja je brutalno ugušena u Prapaštici, Knjini, Kabašu, Jablanici i Ariljači. Kačaci su u oblasti Drenice (u selu Juniku) uspjeli oformiti tzv. Neutralnu zonu, "Malu Albaniju". Zona je trajala između 1921. i 1923. godine. (alb. Arbëria e Vogel).  Nakon više primirja, vlast je usprkos amnestiji svih Kačaka krvavo uklonila pobunjeničku zonu. Kraljevska jugoslavenska vojska je u velikoj akciji uz opsežnu upotrebu topništva razbila većinu kačačkih odreda i likvidirala njihove vođe, kao Azema Galicu.
U bivšoj Jugoslaviji bio je u Pećkom okrugu.

## Poznate osobe
- Din Mehmeti (1932. – 2010.), alb. pjesnik
- Haxhi Kraki (* 1945.), alb. političar i pisac
- Rexhep Goci (* 1947.), alb. umjetnik i pisac
- Luan Krasniqi (* 1971.), boksač
- Robin Krasniqi (* 1987.), boksač
- Kështjella Pepshi (* 1987.), model
- Edmond Hoxha, nogometaš
- Ali Jasiqi, alb. pisac

## Vanjske poveznice
- (alb., eng., srp.) Službene stranice